# Lamburträsk (naturreservat)
Lamburträsk är ett naturreservat i Arvidsjaurs kommun i Norrbottens län.
Området är naturskyddat sedan 1971 och är 3,7 kvadratkilometer stort. Reservatet omfattar Lamburträsket med dess våtmarker och omgivande skog. Reservatets slåtterängar är en lokal för fåglar.